# 孟澤爾
孟澤爾（德語：Oskar Munzel，1899年3月13日—1992年1月1日），西德聯邦國防軍及納粹德國國防軍將領，在二戰中獲得騎士鐵十字勳章。戰後一開始擔任駐埃及軍事顧問，於1956年加入德國聯邦國防軍並於1962年退休，退休後前往台灣擔任德軍顧問團明德專案負責人。